# Rodebach-Gangelt/Mindergangelt
Koordinaten: 50° 59′ 0″ N, 5° 59′ 59″ O
Das Naturschutzgebiet Rodebach-Gangelt/Mindergangelt liegt auf dem Gebiet der Gemeinde Gangelt im Kreis Heinsberg in Nordrhein-Westfalen.
Das Gebiet erstreckt sich südlich des Kernortes Gangelt und südwestlich von Mindergangelt, einem Ortsteil von Gangelt, entlang des Rodebachs. Am westlichen Rand des Gebietes verläuft die Landesstraße L 410 und am südlichen Rand die Staatsgrenze zu den Niederlanden.

## Bedeutung
Das etwa 49,8 ha große Gebiet wurde im Jahr 2009 unter der Schlüsselnummer HS-008 unter Naturschutz gestellt. Schutzziele sind der Erhalt und die Optimierung eines locker durch Gehölzstrukturen gegliederten Feuchtgebiets mit ausgedehnten Nassweiden und Nassbrachen.